# Vzpírání na Letních olympijských hrách 1936
Vzpěračské soutěže na Letních olympijských hrách 1936 v Berlíně.

## Medailisté

### Muži
| Kategorie   | Zlato                                           | Stříbro                                | Bronz                           |
| ----------- | ----------------------------------------------- | -------------------------------------- | ------------------------------- |
| 60 kg       | Anthony Terlazzo · Spojené státy americké (USA) | Saleh Soliman · Egypt (EGY)            | Ibrahim Shams · Egypt (EGY)     |
| 67,5 kg     | Robert Fein · Rakousko (AUT)                    | nebyla udělena                         | Karl Jansen · Německo (GER)     |
| 67,5 kg     | Anwar Mesbah · Egypt (EGY)                      | nebyla udělena                         | Karl Jansen · Německo (GER)     |
| 75 kg       | Khadr El Touni · Egypt (EGY)                    | Rudolf Ismayr · Německo (GER)          | Adolf Wagner · Německo (GER)    |
| 82,5 kg     | Louis Hostin · Francie (FRA)                    | Eugen Deutsch · Německo (GER)          | Ibrahim Wasif · Egypt (EGY)     |
| nad 82,5 kg | Josef Manger · Německo (GER)                    | Václav Pšenička · Československo (TCH) | Arnold Luhaäär · Estonsko (EST) |

## Přehled medailí
| Pořadí | Země                         | Zlato | Stříbro | Bronz | Celkově |
| ------ | ---------------------------- | ----- | ------- | ----- | ------- |
| 1.     | Egypt (EGY)                  | 2     | 1       | 2     | 5       |
| 2.     | Německo (GER)                | 1     | 2       | 2     | 5       |
| 3.     | Rakousko (AUT)               | 1     | 0       | 0     | 1       |
| 3.     | Francie (FRA)                | 1     | 0       | 0     | 1       |
| 3.     | Spojené státy americké (USA) | 1     | 0       | 0     | 1       |
| 6.     | Československo (TCH)         | 0     | 1       | 0     | 1       |
| 7.     | Estonsko (EST)               | 0     | 0       | 1     | 1       |
| Celkem | Celkem                       | 6     | 4       | 5     | 15      |